# Hydroturbation
Hydroturbation, auch Peloturbation genannt, ist die Durchmischung des Bodens aufgrund wiederholtem Quellen und Schrumpfen. Vor allem tritt dies bei Wechselfeuchtigkeit und quellfähigen Substraten, zum Beispiel Dreischicht-Tonmineralen wie Montmorillonit, auf. Sie bringt den sogenannten „Selbstmulch-Effekt“ mit sich.
Als typischer Verlagerungs- oder Translokationsprozeß trägt die Hydroturbation zur Bodenentwicklung und Profilausbildung eines Bodens bei.
Bei der Schrumpfung der Bodenkolloide entstehen Segregate und Trockenrisse, in die quellfähige Bodenpartikel eingeschwemmt werden. Dadurch kommt es zu einer intensiven Vermischung von Oberboden und Unterboden, mithin wird bei starker Hydroturbation die Ausbildung von Bodenhorizonten sogar verhindert (Vertisole).